# 銀の海 金の大地
『銀の海 金の大地』（ぎんのうみ きんのだいち）は、氷室冴子による日本の少女小説。イラストは飯田晴子が担当している。略称は「銀金」。「Cobalt」上で1991年10月号から1995年4月号にかけて連載され、書籍版は集英社文庫コバルトシリーズ→コバルト文庫（集英社）より1992年3月から1996年1月まで刊行された。
序章にあたる「真秀の章」は完結しているが、作者のあとがきによると少なくとも全20巻に及ぶ予定の長編で、次は佐保彦を主人公とした「佐保彦の章」が執筆されるはずだった。漫画家の萩尾望都は「この全構想（おおよその）を以前うかがっていたので、もう続きは読めないのかと、それも惜しまれます」と述べており、構想は出来上がっていた。「真秀の章」完結後、1997年に出版されたイラスト集に外伝「羽衣の姫」を書き下ろした。その後休筆状態となり、13年ものあいだシリーズが再開されることはなく、2008年6月6日に作者が死去。未完の作品となった。
2025年1月より毎月1冊ずつ、集英社オレンジ文庫（集英社）にて復刊されることが決定した。

## あらすじ
大和王権が成立して間もない時代。淡海の国（おうみのくに）に育つ奴婢の娘・真秀は、邑人たちから「ヨソ者」と疎外されながらも母と兄を助けて暮らしていた。やがて彼女は、その身に流れる巫王の一族・佐保の血のために、時代の動乱の中に捲きこまれていく。

## 登場人物
人物は、初めて登場した時点で暮らしていた族（うから）に振り分けるものとする。
年齢は第1巻の時点のもの。

名前にリンクがある人物は、古事記・日本書紀に登場する人物。

### 息長一族（おきながいちぞく）
淡海の国（おうみのくに）を拠点に勢力を持った豪族。
領地内に大和一といわれる広大な湖があり、大小100以上の川が流れ込んでいる。息長の族人（うからびと）は水に親しんで育ち、泳ぎや操船術に長けている者が多い。水の中で、驚くほど息が長く続くため「息長」の名がついたとされている。強大な水軍を擁し、漁業や稲作、交易によって繁栄している。
また、和邇一族(わにいちぞく)とは古くからの友族（ともがら）で、現在の首長（おびと）・真若王(まわかおう)は和邇の首長・日子坐(ひこいます)の息子である。
真秀（まほ）
「真秀の章」の主人公。息長一族が治める淡海の国、野洲の邑（やすのむら）に暮らす14歳の少女。
「和邇の首長・日子坐が婢女（はしため）に生ませた娘」として息長に預けられて育った。邑びとからは「ヨソ者」として邪険にあつかわれ、真秀本人も強い疎外感を抱いている。そのぶん、家族を何よりも大切に思い、必死で守ろうとして常に気を張っている。病気で寝たきりの母と、目が見えず耳も聞こえない兄を養うために、幼少の頃から大人に混じって働いてきた。
負けん気が強く、人前で弱音を口にすることのできない性格。しかし本音では自分たち母子が邑びとに受け入れられない事を非常につらく感じており、「家族の他に、たったひとりでいい。同族がほしい」と自分の同胞を強く求めている。とある出来事から、母が大和の佐保一族の出自と知り、佐保に憧憬を抱くようになる。
真澄（ますみ）
26歳になる真秀の兄。誰もが目をみひらくほどの美しい容姿の持ち主。
生まれつき目が見えず、耳も聞こえない「神々の愛児（まな）」だが、不思議な霊力があり、真秀と心の声で話すことができる。
霊力をもつ者は、家族と離され、巫人として戦や国の繁栄に貢献させられることが多いため、真秀は真澄の霊力が他人に知られることを極端に恐れている。
御影（みかげ）
真澄と真秀の母親。数年前から、業病に冒されて寝たきりの生活をしている。42歳。
病のため、やつれてはいるが、若い頃は大変な美貌だっただろうと思わせる面影がある。「神々の愛児」で、5歳の童女と同じような知恵とことばしか持たない。子どもたちを包み込むような優しさと愛情に満ちている。ある事情により佐保一族から激しく憎まれている。
真若王（まわかおう）
息長の姫と日子坐との間に生まれた、息長一族の王子。20代なかば。現在の息長一族の首長（おびと）。
情けがないわけではないが、高慢で強引なところがある。兄・美知主（みちのうし）の強い推挙によって首長となったこともあり、美知主には頭が上がらない。
真秀に対して「誇り高きわが妹姫さま」などとからかうこともあるが、実際は真秀を妹と認めているわけではない。真秀のうつくしさに気づいてからは、真秀を自分のものにしたがり、何かとちょっかいをかけてくるようになる。
五百依姫（いおよりひめ）
息長の姫と日子坐との間に生まれた、息長一族の姫。美知主や真若王の妹。17歳。
とりわけ御影母子に優しくするわけではないが、意地悪もせず、真秀も親しみを感じている。周囲から大切にされて育ったためか、意地悪さや邪気とは無縁の性格をしている。
御井津姫（みいつひめ）
息長の姫と日子坐との間に生まれた、息長一族の姫。美知主、真若王、五百依姫らの妹。13歳。
日子坐の末娘で、うまれてすぐに母親が亡くなったため、周囲から甘やかされて育った。天真爛漫で、憎めない性格をしている。
鮒彦（ふなひこ）
野洲の邑に暮らす息長一族の男。
真秀や真澄に対して意地の悪いことばかりしていたが、真秀のうつくしさに気づいてからは態度を一変させる。
阿由女（あゆめ）
野洲の邑に暮らす息長の従婢（まかたち）。20をひとつふたつ越えた年頃で、美しい容姿をしている。
真澄に思いを寄せていて、真秀が忌屋にこもっているあいだ、真澄や御影の身の回りの世話をしていた。なかば強要するようにして真澄と関係を持ったために真秀の怒りを買う。
万茅穂（まちほ）
美知主が淡海領内に放っている内窺見（うちうかみ）の女首領（めのおさ）。26歳。
ふだんは婢女（はしため）のふりをして、淡海領内の邑で暮らしている。顔立ちは美しいが、喉を真一文字に走る太刀傷がある。
忍人（おしひと）
息長豪族の部族のひとつ、穴太（あのう）の邑長（むらおさ）。20代なかば。穴太と野洲は湖をはさんだ隣邑である。
邑びとに慕われる人格者で、真若王よりも忍人を息長の首長に押す長老も多かった。真若王とは従弟にあたる。知恵があり誠実だが、情に流されやすい部分がある。歌凝姫（うたごりひめ）に恋するあまり、息長一族を裏切って、佐保彦が歌凝姫を妻問いするのを防ごうとした。
小由流（さゆる）
忍人の異母妹。自分を奴婢の身分から引き上げて、妹としてあつかってくれた忍人をいちずに愛している。16～17歳。
母親は東国（あづま）の邑長の娘だったが、戦に負けて大和の王宮に連れてこられ、その後で忍人の父親に下げわたされた。小由流とは東国のことばで小百合のこと。

### 丹波一族（たんばいちぞく）
美知主（みちのうし）
丹波一族の首長（おびと）。日子坐の長子で、息長豪族の一番上の王子。40歳近いが、背の高い美丈夫で、年齢よりも若々しく見える。
水穂の将軍とよばれ、戦にも政治にも長けた人格者で、多くの人々から信頼されている。本来なら息長豪族の長として一族をひきいるべき立場だが、なぜか息長を弟の真若王にまかせて、自分は丹波の土着豪族の娘をめとり、首長におさまっている。しかし、真若王自身が美知主に頭があがらず、兵士や長老たちも、真若王よりも美知主に従っているので、実質的に息長を取り仕切っているのは美知主である。
真秀を「日子坐の娘」として息長に預けた。気まぐれのようにみせながら、真秀たち御影母子を大切にあつかうが、そのくせ頼りきらせない冷たいところがある。真秀が佐保における自分の境遇を知ったとき、真実の父親を明かす。
氷葉洲姫（ひばすひめ）
丹波の首長の娘と、美知主との間に生まれた、美知主の長姫。21歳。
癇が強く権高で、お世辞にも美しいとは言えない容姿だが、高い身分を誇りとして生きてきた。とあるきっかけから、容姿に強い劣等感を抱くようになる。
歌凝姫（うたごりひめ）
美知主の娘。氷葉洲姫の異腹の妹。18歳。
丹波一といわれる美貌の持ち主だが、母親が王族ではないため大王の妃になることができなかった。須久泥王とは初恋同士で忍び恋の仲。佐保彦にひきあわせるのが目的で、美知主に呼ばれ息長を訪れる。
姶良姫（アイラひめ）
美知主の元に預けられている、但馬の豪族の姫。
南の異国の血が入っているため、蜜色の肌をしており、はっとするほど美しい。巫女の素質があり、真男鹿（さおしか）の灼象（やきかた）で占いをする。

### 葛城一族（かづらきいちぞく）
大和の古い大豪族。大王の一族についてみるみる強大になった和邇一族を警戒し、お互いに睨みあっている。
襲津彦（そつひこ）
18歳になる葛城一族の王子。野心家で火のように烈しい性質。
須久泥王（すくねおう）
日子坐の孫で、美知主や真若王の甥にあたる。21歳。
遊び人らしい華やかな雰囲気の持ち主。複雑な立場と生い立ちのため、幼い頃より周囲の顔色をうかがい、人の心をそらさぬ明るい笑顔をふりまいていた。人当たりがよく、息長筋、和邇筋の王子でありながら、どの部族の王子とも親しくしている。相手の話をよく聞く慣れた性質は、気むずかしい老人にも愛されており、孫のような人なつこさで話し相手をつとめるため、古老のように古びた話もよくしっている。
丹波の歌凝姫とは初恋同士で、忍び恋の仲だったが、現在は葛城一族の高額姫と正式に婚い(よばい)し、大豪族である葛城一族の後ろ盾を手に入れている。
高額姫（たかぬかひめ）
葛城一族の姫で襲津彦の従姉。須久泥王の妻。
一族の者からは、いずれ大王の妃にと望まれていたが、王宮の宴で須久泥王に一目惚れしてしまう。親族にその恋を禁じられ、病となって寝付いてしまうが、伊久米の大王のとりなしで、部族の反目をこえて正式に須久泥王と夫婦になる。

### 和邇一族（わにいちぞく）
大和の中央豪族。もとは渡来の交易民だったといわれている。東進してきた大王一族の力をいちはやく認め、陰から支えて、大和入りの先導役をした。
元々が交易民である和邇一族は、交易によってふんだんな鉄器や武器を持ち、戦のたびに功績をあげて、領土を獲得していった。やがて和邇は、大王のもっとも忠実な『戦の民』となり、大豪族となった。今では「大王を陰で操っているのは和邇」とささやかれるほどの権勢を誇っている。
日子坐（ひこいます）
和邇一族の首長。御真木(みまき)の大王が大和入りした年に生まれた。54歳。
戦人とは思えぬ静かな雰囲気をまとい、すらりと背が高い。若い頃はさぞ美しい青年だったであろう、華やぎの残滓を感じさせる容貌をしている。
幼い頃から伯父の彦国葺（ひこくにぶく）に連れられて戦場に赴き、軍馬の背を揺りかごに、鬨の声を子守歌にして過ごす。
みずからが首長となってからは、大王の名のもとに遠征軍を出しながら、征服した土地に一族の者を根づかせ、和邇の親族を数多くつくりあげていった。また、現在の大王が即位する際に後ろ盾となったため、大王に対する影響力も非常に大きい。友族や和邇一族のひとびとから見れば、武勇と知略を兼ねそなえたすぐれた首長である。
若い頃は大変な美男子で、人当たりがよく女性の扱いも上手かったため、数多くの恋人がいた。さらに、様々な部族の姫君に恋を仕掛けて戦や政治に利用した。そのため「御子と奴児だけでひとつの邑ができる」といわれるほど子や孫が多い。
一方で、古くから大和に根づく豪族達は、急速に力をつけた和邇一族に反感を持ち、警戒しているため、政敵も多数存在する。佐保の領土を手に入れるため、佐保一族の女首長を２度に渡り陵辱して子を生ませた過去があり、佐保一族からは特に激しく憎まれている。
彦国葺（ひこくにぶく）
和邇一族の祖といわれる人物で、日子坐の伯父。故人。
御真木の大王が大和を目指して進軍してきた時代、大王の大和入りを助けた。妹の子である日子坐を引き取り、早く戦に慣れさせるために、10歳に満たないうちから、自分の馬に相乗りさせて戦場に連れて行き養育した。

### 三輪の大王一族（みわのおおきみいちぞく）
筑紫から吉備に、そして吉備から大和に進軍してきた一族。
大和の三輪に先住していた古い一族と激しい戦闘を繰り返して根絶やしにしたのち、かたちばかりはその一族に婿入りするかたちで大和に腰を据えた。その後も凄まじい戦を繰り返し、先住の大和豪族たちに、みずからの一族を支配者として受け入れさせた。現在は、大和（現在の奈良県域）を拠点とし、多くの有力氏族があつまって成立した王権を握っている。この物語の上では、王権が確立されてからまだ数十年しか経っておらず、力はもっているものの歴史は浅い。
御真木の大王（みまきのおおきみ）
先代の大王で、伊久米の大王の父親。大和に進軍し、ヤマト王権を築き上げた。故人。
戦場でいつも幼い日子坐（ひこいます）の笑顔に心を慰められたため、日子坐を我が子のように親しんだ。日子坐はその信頼も利用しながら、さらに和邇一族を発展させていった。
伊久米の大王（いくめのおおきみ）
この時代の大王。26歳。父である御真木の大王が崩御したのち、日子坐の後ろ盾を得て、わずか10歳で大王となった。
おだやかな気性と、華やかな容姿の持ち主。武人だった父と違い、豪族たちの和をなによりも望んでいる。母親は、大彦王の娘・御真津姫（みまつひめ）。
建埴安王（たけはにやすおう）
御真木の大王の弟王。故人。
山背の国、和訶羅の郷（わからのさと）を治めていたが、謀反人の濡れ衣を着せられ、兄の大彦王に討ち取られる。
和訶羅姫（わからひめ）
和訶羅の郷の姫。建埴安王の娘。故人。
日子坐にいつわりの恋をしかけられ、和訶羅の郷を攻略するために利用された。
大彦王（おおびこおう）
御真木の大王の弟王で、建埴安王の兄。故人。
日子坐と共謀し、建埴安王に謀反人の濡れ衣を着せて、和訶羅の郷を攻め落とした。

### 佐保一族（さほいちぞく）
大和の春日野を拠点とする、土着の豪族。大和でも一、二の豊かで、ひろい領土をもち、春日の神と早穂（さほ）の神を祀っている。
男も女も美しい姿をしている者が多いが、他族との交流を避け、同族としか結婚しない。古いヤマトの神々の守りを受けた一族で、霊力のある巫女や巫王（ふおう）が多く生まれるといわれている。
大闇見戸売（おおくらみとめ）
42歳になる佐保一族の女首長（めおびと）。御影の双子の妹。
大とは尊敬をあらわす言葉、闇見とは、闇を見る霊力（予言や予知のこと）、戸売とは身分の高い女性の呼び方で、「大闇見戸売」とは「大いなる霊力を宿した尊い一族の姫」という意味の名。
26歳と28歳のときに和邇の首長・日子坐に陵辱され、佐保彦と佐保姫を生んだ。すさまじい霊力を身に宿す巫女姫だったが、他族の男である日子坐の子を身ごもったために、霊力をほとんどなくしてしまう。御影を利用して自分を襲った日子坐を憎み、その日子坐の子である佐保彦と佐保姫を疎んじている。
双子の姉である御影を深く愛し、幼い頃から身を尽くして御影を守ってきた。一族に殺されそうになり、そのまま姿を消した御影を案じている。
佐保彦（さほひこ）
大闇見戸売と日子坐の間に生まれた、佐保一族の王子。16歳。
「10年のときを遡り、16歳の真澄と出会っているかのように」真澄とよく似た容貌をしている。年齢の割に幼く、激情的な面もあるが、本来はやさしい心根の持ち主。大闇見戸売が日子坐に陵辱されたときに身ごもった子で、そのため生まれたときから母に疎まれている。その寂しさを、同じ境遇の妹姫を溺愛することで癒してきた。
日子坐が率いる和邇一族と、日子坐に協力した御影母子を激しく憎んでいる。その憎しみと、自分と妹が「佐保を永遠に生かす」と予言された身であることが、長い間心の支えだった。御影の娘である真秀が、愛する妹とうりふたつであることに激しく動揺する。
佐保姫（さほひめ）
大闇見戸売と日子坐の間に生まれた、佐保一族の姫。佐保彦の妹。14歳。
真秀とは双子の姉妹のように、よく似た容貌をしている。生まれたときから母に疎まれ、それゆえに兄と族人（うからびと）の愛情を一身にあびて育ってきた。心やさしく穏やかな性格だが、時に自分の信じたことを貫こうとする芯の強さや強情さをのぞかせる。
佐保一族の、御影母子への処遇に心を痛めており、なんとか力になりたいと願っている。特に真秀に対しては、姉のようにも妹のようにも慕わしい気持ちを抱いている。
加津戸売（かつとめ）
先代の佐保の巫女姫。御影と大闇見戸売の母。故人。
同母兄である意沙穂の王子と恋に落ち、双子の姉妹を身ごもる。禁忌をやぶった恋のはての身ごもりに怯え、生まれてくる子について予言をのこした。姉妹を出産した際に命を落とす。
意沙穂（いさほ）
加津戸売の兄。御影と大闇見戸売の父。故人。
同母妹である加津戸売と恋に落ち、子を身ごもらせる。加津戸売が身ごもる以前に、異腹の姉姫と婚いし、すでに男の子（穂波の父）をもうけていた。
国毘古（くにびこ）
佐保の最長老。70歳を過ぎ、髪もひげも真っ白で、左目が潰れている。
大闇見戸売の父・意沙穂の王子とは幼馴染みだった。意沙穂の道ならぬ恋を諫められなかったことを後悔している。
燿目（かがめ）
佐保の神人（かむびと）で、佐保彦の側近。22歳。
すけるような白い肌に、銀とも白ともつかない髪の色、濃い赤黄色の瞳をしている。視力はほとんどない。穏やかな性格で、信頼の厚い参謀役。火を自在に操り、耳をすませば一里はなれた人の気配さえも聞き分けることができる。
速穂児（はやほこ）
佐保彦の側近。17歳。
佐保彦とは同じ乳人のもとで兄弟のように育てられた。激しい気性で、佐保彦の身を守るのは自分だという強い自負を抱いている。
自分の父親が、御影母子を殺そうとした際に何者かに殺されたため、御影母子を激しく憎んでいる。その憎しみは、同じく御影母子を憎む佐保彦との繋がりをいっそう強固にした。佐保姫にひそかに思いを寄せている。
穂波（ほなみ）
佐保でもっとも若い長老。25～26歳。佐保彦の又従兄で、面差しがどことなく似ている。
「忌女」として近づくのを禁じられていた御影と、幼い頃ひそかに交流をあたためていた。
兄夏（えなつ）
佐保彦の側近。月眉児の異母兄。18歳。
月眉児（つきみこ）
佐保の神人。離れた場所での出来事や、他人の心を透視する能力の持ち主。また、それを元に幻影をつくりだすこともできる。兄夏の異母妹。17歳。
鳥養（とりかい）
佐保彦の側近。鳥を操ることができる。19歳。
乎知手（おちて）
佐保の神人。13歳の少年。傷や病を癒すことができる。
飛羽矢（とぶはや）
佐保の神人。空間をゆがめて、一定の距離を瞬時に移動することができる。19歳。
遠呼（とおこ）
佐保の神人。人の心に直接話しかけることができる。

### 波美の一族（はみのいちぞく）
各地の豪族の首長たち、限られた長老たちの間でのみ囁かれている一族の名。
豪族の首長、長老、財のある者とだけ取引をし、窺見や要人の暗殺、誘拐などを請け負う傭兵の集団。元は土着の狩猟民族だったが、稲作民族が移り住んできた際に土地を追われ、山に移り住んだ者の末裔だといわれている。

波美一族の者は、けわしい山地を平地よりもすばやく動き、人並みならぬすぐれた目や耳、鼻をもつ。また、気配さえ獣に似せることができ、山や野で採れるあらゆる毒を使いこなす。武器の扱いにも長け、長針、矢、吹き針、ときには手なずけた毒蛇そのものを使い、かならず獲物を仕とめるという（ハミとは元々マムシのことを指す）。
しかしその請負代は桁外れに高額で、とくに「波美王」とよばれる波美一族の長を雇うには、領土の半分を失うに等しいといわれる代償が必要となる。
波美王（はみおう）
現在の波美一族の長。神出鬼没の男で、真秀に対して「味方ではない」といいながらも、幾度か助けるような行動をとったり、忠告を与えたりする。年齢不詳で、表情によっては20歳前にも見えるほど印象がかわる。するどい切れ長の目で、目尻には赤と青の刺青をさし、右頬にななめによぎる傷跡がある。
雄之木（おしぎ）
14～15歳の波美一族の少年。波美王を尊敬している。
愚弟（オロト）
現在の波美王と「波美王」の名をあらそった。真名は愛彦（エヒコ）。

## 用語
神々の愛児（かみがみのまな）
生まれつきなんらかの機能の不全がある人のこと。現在で言うところの障害者。この物語上では「神々がヒトに与えた神意であり、慈しむべきもの」として畏敬されている。
神人（かむびと）
常ならぬ能力を持った者のこと。おうおうにして身体機能に欠陥があったり、病弱であったりするため、成人する前に死んでしまう者も多い。病弱さをおぎなって余りある力をもつが、みずからの霊力の臨界をこえて霊威を顕そうとすれば死んでしまう。巫人（かんなぎ）、祝人（はぶり）。
窺見（うかみ）
豪族の首長や将軍が、他国や戦場の様子をうかがうために放つ諜報員。またその諜報活動のこと。領内の様子を探るために、自国に放つ諜報員のことは内窺見（うちうかみ）とよぶ。

## 既刊一覧

### 小説

#### コバルト文庫版
- 氷室冴子（著）・飯田晴子（イラスト） 『銀の海 金の大地』 集英社〈集英社文庫コバルトシリーズ→コバルト文庫〉、全11巻
  1. 1992年3月10日第1刷発行（3月3日発売[5]）、ISBN 4-08-611615-4
  2. 1992年8月10日第1刷発行（8月1日発売[6]）、ISBN 4-08-611664-2
  3. 1992年11月10日第1刷発行（11月2日発売[7]）、ISBN 4-08-611693-6
  4. 1993年3月10日第1刷発行（3月3日発売[8]）、ISBN 4-08-611729-0
  5. 1993年8月10日第1刷発行（8月3日発売[9]）、ISBN 4-08-611765-7
  6. 1993年10月10日第1刷発行（10月1日発売[10]）、ISBN 4-08-611781-9
  7. 1994年2月10日第1刷発行（2月3日発売[11]）、ISBN 4-08-611817-3
  8. 1994年8月10日第1刷発行（8月3日発売[12]）、ISBN 4-08-611877-7
  9. 1995年1月10日第1刷発行（1月3日発売[13]）、ISBN 4-08-614027-6
  10. 1995年5月10日第1刷発行（4月27日発売[14]）、ISBN 4-08-614068-3
  11. 1996年1月10日第1刷発行（1995年12月22日発売[15]）、ISBN 4-08-614148-5

#### 集英社オレンジ文庫版
- 氷室冴子（著）・飯田晴子（イラスト）『銀の海 金の大地』 集英社〈集英社オレンジ文庫〉、既刊5巻（2025年5月19日現在）
  1. 2025年1月20日発売[16]、ISBN 978-4-08-680600-8
  2. 2025年2月19日発売[17]、ISBN 978-4-08-680606-0
  3. 2025年3月18日発売[18]、ISBN 978-4-08-680613-8
  4. 2025年4月17日発売[19]、ISBN 978-4-08-680619-0
  5. 2025年5月19日発売[20]、ISBN 978-4-08-680627-5

### イラスト集
- 『古代転生ファンタジー・銀の海 金の大地 イラスト集』1997年11月5日第1刷発行（10月31日発売[21]）、ISBN 4-08-609057-0